# Satsuo Yamamoto
Satsuo Yamamoto (山本 薩夫?, Satsuo Yamamoto; Prefettura di Kagoshima, 15 luglio 1910 – Tokyo, 11 agosto 1983) è stato un regista giapponese.

## Biografia
Più giovani di sei fratelli, nacque nella prefettura di Kagoshima, quindi si trasferì prima a Matsuyama poi a Tokyo dove concluse le scuole superiori. Si iscrisse poi all'Università di Waseda ma la abbandonò per cominciare a lavorare nel 1933 alla Shōchiku, dove fece esperienza come assistente di Mikio Naruse e Minoru Shibuya. Seguì Naruse anche quando questi si trasferì alla nuova compagnia PCL, che in seguito divenne Tōhō. Il suo primo lungometraggio è del 1937, intitolato Ojōsan..
Pur essendo un fedele membro del Partito Comunista Giapponese, durante la seconda guerra mondiale realizzò film di propaganda per Tōhō, quindi, verso la fine della stessa fu arruolato per prestare servizio in Cina. Tornato definitivamente in Giappone, prese parte attivamente alle proteste sindacali che scossero la Tōhō e in seguito alle stesse fu licenziato.
Con altri registi che ebbero la sua stessa sorte, diede vita ai primi film indipendenti giapponesi, tutti fortemente ispirati alle problematiche sociali del Paese. Con Bōryoku no machi del 1950 ebbe un grande successo mentre Shinkūchitai del 1953, prodotto dalla Shinsei Eiga-sha ("Film Nuova Stella"), formata dai sindacalisti fuoriusciti dalla Toho, criticò aspramente l'immoralità degli ufficiali dell'esercito imperiale, realizzando quello che alcuni critici definirono "il film più anti-militarista mai realizzato in Giappone".
Nel 1959, grazie a Niguruma no uta vinse il premio come miglior regista ai Mainichi Film Concours. Negli anni '60 tornò a realizzare film per le grandi compagnie cinematografiche giapponesi, raccogliendo nuovamente consensi.
Diresse 60 film tra il 1937 e il 1982 quando interruppe la sua carriera, colpito da un cancro al pancreas a causa del quale morì l'11 agosto 1983 all'età di 73 anni.

## Filmografia
- Ojōsan (お嬢さん) (1937)
- Haha no kyoku I (母の曲 前篇) (1937)
- Haha no kyoku II (母の曲 後篇) (1937)
- Den'en kōkyōgaku (田園交響曲) (1938)
- Katei nikki I (家庭日記 前篇) (1938)
- Katei nikki II (家庭日記 後篇) (1938)
- Shinpen Tange Sazen: Hayate-hen (新篇 丹下左膳 隻手篇) (1939)
- Uruwashiki shuppatsu (美はしき出発) (1939)
- Machi (街) (1939)
- Ribon o musubu fujin (リボンを結ぶ夫人) (1939)
- Soyokaze chichi to tomoni (そよ風父と共に) (1940)
- Shimai no yakusoku (姉妹の約束) (1940)
- Utaeba tengoku (歌へば天国) (1941)
- Tsubasa no gaika (翼の凱歌) (1942)
- Neppū (熱風) (1943)
- Sensō to Heiwa (戦争と平和) (1947)
- Konna onna ni darega shita (こんな女が誰にした) (1949)
- Bōryoku no machi (ペン偽らず 暴力の街) (1950)
- Hakone fūunroku (箱根風雲録) (1952)
- Shinkū chitai (真空地帯) (1952)
- Hi no hate (日の果て) (1954)
- Taiyō no nai machi (太陽のない街) (1954)
- Aisureba koso (愛すればこそ 第三話 愛すればこそ) (1955)
- Ukigusa nikki (浮草日記) (1955)
- Nadare (雪崩) (1956)
- Taifū sōdōki (台風騒動記) (1956)
- Akai jinbaori (赤い陣羽織) (1958)
- Niguruma no uta (荷車の歌) (1959)
- Ningen no kabe (人間の壁) (1959)
- Buki naki tatakai (武器なき斗い) (1960)
- Matsukawa jiken (松川事件) (1961)
- Chibusa o daku musume tachi (乳房を抱く娘たち) (1962)
- Shinobi no mono (忍びの者) (1962)
- Akai mizu (赤い水) (1963)
- Zoku shinobi no mono (続・忍びの者) (1963)
- Kizudarake no sanga (傷だらけの山河) (1964)
- Nippon dorobō monogatari (にっぽん泥棒物語) (1965)
- Shōnin no isu (証人の椅子) (1965)
- Supai (スパイ) (1965)
- Hyōten (氷点) (1966)
- La grande torre bianca (白い巨塔, Shiroi kyotō) (1966)
- Nise keiji (にせ刑事) (1967)
- Zatōichi rōyaburi (座頭市牢破り) (1967)
- Dorei kōjo (ドレイ工場) (1968)
- Botan-dōrō (牡丹燈籠) (1968)
- Betonamu (ベトナム) (1969)
- Tengu-tō (天狗党) (1969)
- Sensō to nigen I: Unmei no jokyoku (戦争と人間 第一部 運命の序曲) (1970)
- Sensō to ningen II: Ai to kanashimino sanga (戦争と人間 第二部 愛と悲しみの山河) (1971)
- Sensō to ningen III: Kanketsuhen (戦争と人間 第三部 完結篇) (1973)
- Karei naru ichizoku (華麗なる一族) (1974)
- Kinkanshoku (金環蝕) (1975)
- Fumō chitai (不毛地帯) (1976)
- Tenpō suiko-den: Ōhara yugaku (天保水滸伝 大原幽学) (1976)
- Kōtei no inai hachigatsu (皇帝のいない八月) (1978)
- Ā, Nomugi tōge (あゝ野麦峠) (1979)
- Asshii tachi no machi (アッシイたちの街) (1981)
- Ā, Nomugi tōge: Shinryokuhen (あゝ野麦峠 新緑篇) (1982)